# Сміцька Марія Федорівна
Марія Федорівна Сміцька (уроджена Трущенко) — український міколог, доктор біологічних наук. Співавторка п'ятитомного «Визначника грибів України», лауреатка Державної премії УРСР в галузі науки і техніки (1983).

## Біографія
Закінчила кафедру ботаніки нижчих рослин біологічного факультету Київського державного університету 1949 року. У 1955 році захистила дисертацію кандидата біологічних наук. У 1987 році стала доктором біологічних наук.
У 1983 році працювала старшим науковим співробітником відділу мікології Інституту ботаніки імені М. Г. Холодного Академії наук УРСР.
Серед її наукового доробку — п'ятитомний «Визначник грибів України» та 3 томи серії «Флора грибов Украины».
Вивчала також проблеми охорони рідкісних грибів, зокрема пропонувала для збереження зморшка степового створити заказники в місцях його виявлення

## Наукові праці
- Сміцька, М. Ф. (1955). Грибні хвороби деревних та чагарникових порід букових лісів Закарпатської області. Ботанічний журнал АН УРСР, (4), 87-92.
- Сміцька, М. Ф. (1963). Нові для флори України пецицові гриби. Укр. ботан. журнал, 20(4), 110—111.
- Сміцька, М. Ф. (1964). Пецицові гриби, знайдені в Криму. Укр. ботан. журнал, 21(4), 108—110.
- Сміцька, М. Ф. (1975). Пецицові гриби України. К: Наук. думка, 1-171.
- Флора грибов Украины = Flora fungorum RSS Ucrainicae: Оперкулятные дискомицеты / Мария Федоровна Смицкая ; Отв.ред. Вера Иосифовна Билай ; АН УССР, Институт ботаники им. Н. Г. Холодного . — Киев: Наукова думка, 1980. — 222 с.(рос.)
- Сміцька М. Ф., Соломахіна В. М. Рідкісні види грибів, виявлені в урочищі Лиса Гора // Укр. ботан. журн. — 1984. — 41, No 2. — С. 83—84.
- Определитель пиреномицетов УССР / Мария Федоровна Смицкая, Людмила Владимировна Смык, Татьяна Александровна Мережко, АН УССР, Институт ботаники им. Н. Г. Холодного . — Киев: Наукова думка, 1986 . — 364 с. (рос.)
- Флора грибов Украины: Гипокреал.грибы / Мария Федоровна Смицкая, АН УССР, Институт ботаники им. Н. Г. Холодного . — Київ: Наукова думка, 1991 . — 89 с. : ил. — Библиогр.:с.77-83 . — ISBN 5-12-002048-4 . (рос.)

Також авторка декількох статей у Червоній книзі України видання 1996 року, зокрема:
- Сміцька М. Ф. Зморшок степовий. В кн.: Червона книга України. Рослинний світ, Київ: Укр. енцикл., 1996, с. 534